# جون إيتكن
جون إيتكن هو سياسي نيوزيلندي، ولد في 6 فبراير 1849 في Kintyre ‏ في المملكة المتحدة، وتوفي في 17 أغسطس 1921 في ويلينغتون في نيوزيلندا. انتخب عضو مجلس النواب النيوزيلندي ‏.